# 竹南一堡
竹南一堡，亦稱中港堡，是台灣北部自清治時期至日治初期的一個行政區劃，其範圍包括今苗栗縣的竹南鎮全部、頭份市全部、三灣鄉全部及南庄鄉西部。
竹南一堡西邊瀕臨台灣海峽，北邊為竹北一堡，東邊為蕃地，南邊為苗栗一堡。

## 管轄街庄
竹南一堡共轄34個庄：
- 今竹南鎮境內：三角店庄、中港街、公館仔庄、海口庄、崎頂庄、營盤邊庄、大埔庄、口公館庄、鹽館前庄
- 今頭份市境內：頭份庄、田藔庄、蟠桃庄、興隆庄、斗換坪庄、珊珠湖庄、尖山下庄、濫坑庄、東興庄、蘆竹湳庄
- 今三灣鄉境內：三灣庄、北埔庄、崁頂藔庄、銅鑼圈庄、內灣庄、下林坪庄、大河底庄、永和山、大坪林庄
- 今南庄鄉境內：員林庄、大南埔庄、四灣庄、田尾庄、南庄、北獅里興庄